# بخاتي (نجم)
البُخاتيّ نظام نجمي ثلاثي في كوكبة التوأمان. وهو نجم متغير يمكن رؤيته بالعين المجردة ويبعد نحو 380 سنة ضوئية عن الشمس.